# James Napper Tandy
Pour les articles homonymes, voir Napper.
James Napper Tandy, né en 1737 à Dublin (Irlande), mort le 24 août 1803 à Bordeaux (Gironde), est un général et homme politique Irlandais de la Révolution française et un héros populaire de l'Irlande mentionné dans la ballade irlandaise The Wearing of the Green :
I met with Napper Tandy,

and he took me by the hand,

And he said “How's poor old Ireland,

and how does she stand?

## Biographie
Il devient vers 1780 commandant d'artillerie chez les Irish Volunteers et créa à Dublin une branche de la Société des Irlandais unis. Parti en exil, il est nommé le 21 avril 1798 par la France général de brigade et retourne en Irlande pour combattre les Britanniques.
Il débarque à Rutland Island le 16 septembre 1798 et abandonne l'aventure le jour du débarquement. Il est capturé par les Britanniques et un procès le condamne à mort en avril 1800. Il est libéré par les Britanniques à la demande de Napoléon qui exige sa libération pour signer le traité d'Amiens et vient se fixer à Bordeaux où il décède le 24 août 1803. À son enterrement assistent des représentants de l'armée et un nombre très important de la population civile bordelaise.

### Sources
- (en) "Tandy, James Napper." Encyclopædia Britannica. 2005. Encyclopædia Britannica Premium
- (en) « Generals Who Served in the French Army during the Period 1789 - 1814: Eberle to Exelmans »
- François Xavier Feller, Dictionnaire historique; ou, Histoire abrégée des hommes qui se sont fait un nom par le génie, les talens, les vertus, les erreurs, depuis le commencement du monde jusqu'à nos jours, Tome 11, Librairie de la Sociéte typographique, 1819, 489 p. (lire en ligne), p. 261.
- Antoine Jay, Etienne de Jouy et Jacques Marquet de Norvins, Biographie nouvelle des contemporains ou dictionnaire historique et raisonné de tous les hommes qui, depuis la Révolution française ont acquis de la célébrité par leurs actions…, tome 15, Paris, librairie historique, janvier 1824, 430 p. (lire en ligne), p. 1.
- Biographie étrangère, ou galerie universelle, Historique, civile, militare, politique et littéraire, tome 2, Alexis Eymery libraire éditeur, 1819, 458 p. (lire en ligne), p. 88.